# Amara Ouattara
Amara Ahmed Ouattara (Bobo-Dioulasso, 21 ottobre 1983) è un ex calciatore burkinabé, di ruolo centrocampista.

## Caratteristiche tecniche
Trequartista, poteva essere schierato anche come centrocampista centrale o come ala.

## Carriera

### Club
Ha giocato nella prima divisione del Burkina Faso ed in quella ivoriana, per poi trasferirsi in Francia, Paese nel quale tra il 2004 ed il 2013 ha giocato con vari club di terza e quarta divisione.

### Nazionale
Ha partecipato ai Mondiali Under-20 del 2003.
Ha debuttato in nazionale il 26 settembre 2003, nell'amichevole Algeria-Burkina Faso (0-0), subentrando a Lecor al minuto 42. Ha partecipato, con la nazionale, alla Coppa d'Africa 2004. Ha collezionato in totale, con la maglia della nazionale, 5 presenze.